# Noordse combinatie op de Olympische Winterspelen 1924
Noordse combinatie is een van de sporten die beoefend werden tijdens de Olympische Winterspelen 1924 in Chamonix-Mont-Blanc.

## Heren
| rang   | sporter(s)           | land | totaal (ptn) |
| ------ | -------------------- | ---- | ------------ |
| Goud   | Thorleif Haug        | NOR  | 18.906       |
| Zilver | Thorlaf Strømstad    | NOR  | 18.219       |
| Brons  | Johan Grøttumsbråten | NOR  | 17.854       |
| 4      | Harald Økern         | NOR  | 17.260       |
| 5      | Axel Nilsson         | SWE  | 14.063       |
| 6      | Josef Adolf          | TCH  | 13.720       |
| 7      | Vincenz Buchberger   | TCH  | 13.625       |
| 8      | Menotti Jacobsson    | SWE  | 12.823       |